# Interrail

Interrail Logo

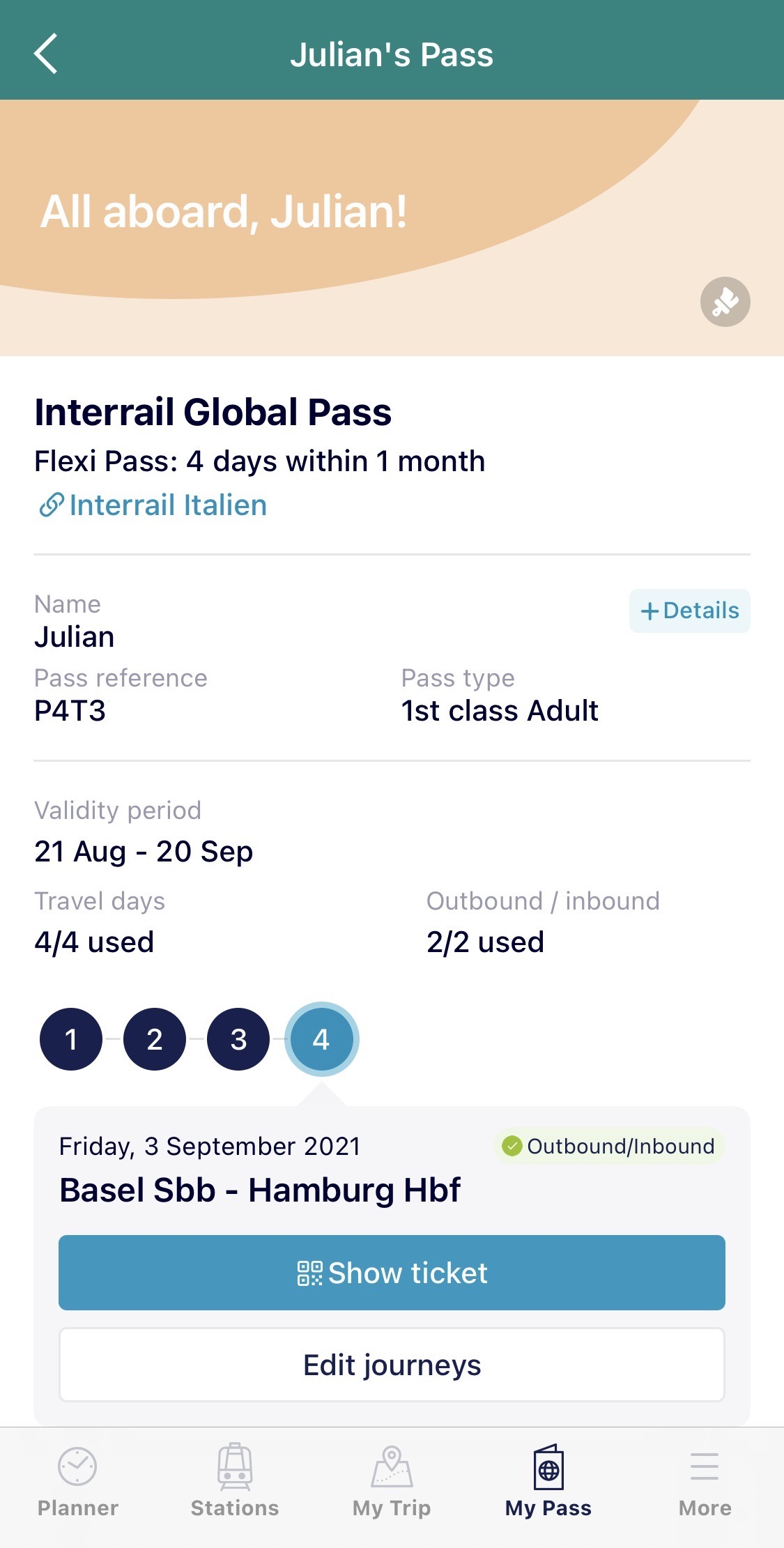
Mobile Pass von Interrail

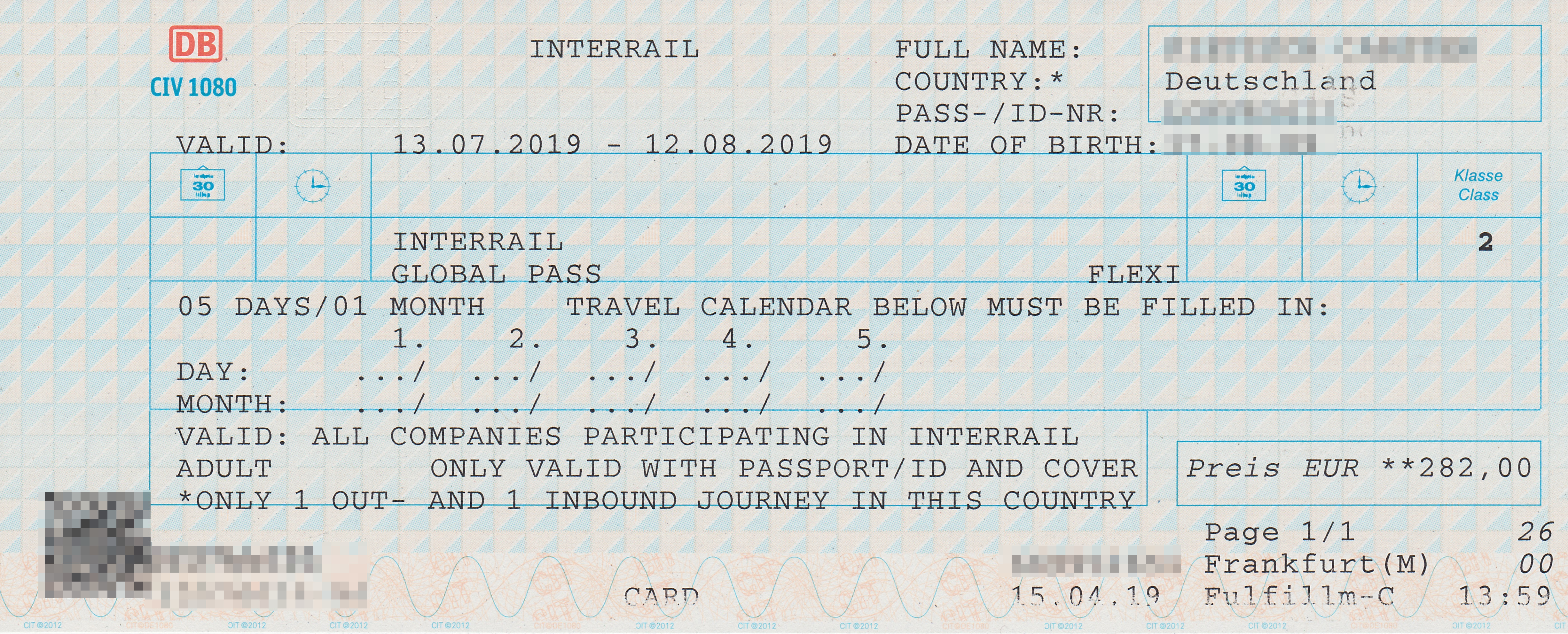
Interrail-Ticket der Deutschen Bahn 2019

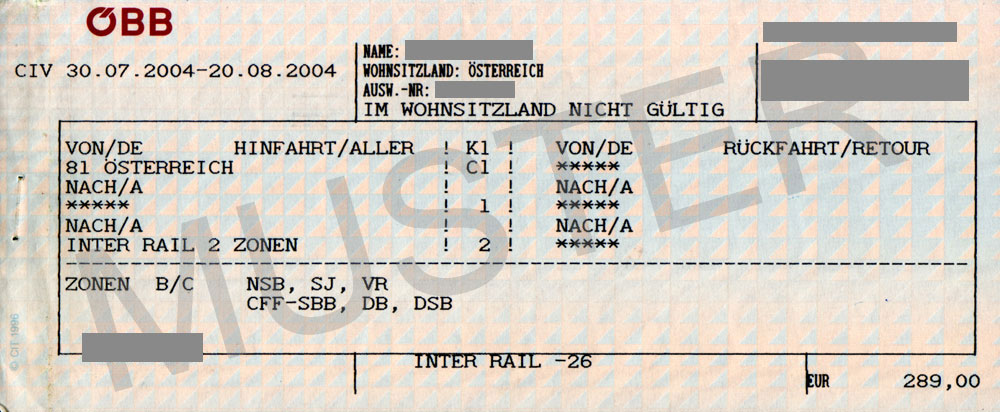
Interrail-Ticket der ÖBB 2004

Interrail bezeichnet eine Zugfahrkarte für die erste oder zweite Klasse zu einem Pauschalpreis, mit dem über einen bestimmten Zeitraum unbegrenzt viele Züge bei bestimmten europäischen Eisenbahngesellschaften genutzt werden können. Das Passangebot wird von der Eurail B.V. mit Sitz in Utrecht organisiert und vertrieben. Erforderliche Reservierungen und Aufpreise für manche Züge sind im Ticket nicht enthalten und müssen vor dem Fahrtantritt beglichen werden. Der Pass gewährt auch Rabatte für bestimmte Unternehmen (etwa für Fährunternehmen und Eisenbahnmuseen).
Als Fahrkartenvarianten gibt es den Interrail Global Pass für 33 europäische Länder und den Interrail One Country Pass für einzelne Länder bzw. Ländergruppen. Davon abgesehen sind die Preise nach Dauer der Gültigkeit und Altersgruppen gestaffelt. Seit 2020 wird der Interrail Pass nicht nur in Papierform angeboten, sondern auch als Mobile Pass für die Eurail/Interrail Rail Planner App.

## Erwerb und Gültigkeit

### Berechtigung
Die Staatsbürger oder Einwohner der folgenden Länder oder Landesteile können den Interrail-Bahnpass erwerben (Stand: Februar 2022):
Bürger aller Mitgliedsstaaten der  Europäischen Union sowie Bürger folgender europäischen Länder oder Landesteile:
| - Albanien - Andorra - Belarus - Bosnien und Herzegowina | - Färöer - Gibraltar - Island - Isle of Man | - Kosovo - Liechtenstein - Moldau - Monaco | - Montenegro - Nordmazedonien - Norwegen - Russland | - San Marino - Schweiz - Serbien - Türkei | - Ukraine - Vereinigtes Königreich - Vatikanstadt |

Für Personen anderer Länder ist das Eurail-Ticket vorgesehen.

### Interrail Global Pass

Länder, in denen der Global Pass gültig ist

Der Interrail Global Pass gilt für mehrere europäische Bahnunternehmen in 35 Ländern Europas:
| - Belgien - Bosnien und Herzegowina - Bulgarien - Dänemark | - Deutschland - Estland - Finnland - Frankreich | - Griechenland - Großbritannien - Irland - Italien | - Kroatien - Lettland - Liechtenstein - Litauen | - Luxemburg - Monaco - Montenegro - Niederlande | - Nordmazedonien - Norwegen - Österreich - Polen | - Portugal - Rumänien - Schweden - Schweiz | - Serbien - Slowakei - Slowenien - Spanien | - Türkei - Tschechien - Ungarn |

Der Global Pass ist nicht im eigenen Wohnsitzland gültig. Mit einem Global Pass ist es allerdings möglich, jeweils eine Fahrt vom Wohnort zur Grenze oder zu einem Flughafen und zurück zu machen. Diese Fahrten müssen innerhalb der Gültigkeitsperiode des Passes gemacht werden und erfordern einen Reisetag, falls man mit einem Flexi Pass unterwegs ist. Es gibt ihn in mehreren Zeitvarianten:
- 3, 4, 5 oder 7 frei wählbare Reisetage innerhalb von einem Monat
- 10 oder 15 frei wählbare Reisetage innerhalb von zwei Monaten
- 15 oder 22 Reisetage am Stück reisen (Continuous  Pass)
- 1, 2 oder 3 Monate am Stück reisen (Continuous  Pass)[3]

Für Studierende, die an einem europäischen Austauschprogramm wie Erasmus+, Marie-Skłodowska-Curie-Maßnahmen, Turing scheme oder anderen Programmen teilnehmen, gibt es seit 2024 Pässe für vier und sechs Reisetage innerhalb von sechs Monaten. Die längere Gültigkeit ermöglicht damit die Hin- und Rückreise zum Studienort. Diese Option soll den Anreiz erhöhen, mit der Bahn als grünes Verkehrsmittel zum Studienaufenthalt zu reisen und kann über die Erasmus+ Förderung bezuschusst werden.

### Interrail One Country Pass
Der Interrail One Country Pass ist gültig für 3, 4, 5 oder 7 frei wählbare Tage innerhalb eines Monats und innerhalb eines Landes. (Ausnahmen: Die Beneluxländer Belgien, Luxemburg und Niederlande sind zu einem Benelux-Pass zusammengefasst. Der Pass für Österreich gilt auch in Liechtenstein. Der Pass für Frankreich gilt auch in Monaco.) Ein One Country Pass kann nicht für das eigene Wohnsitzland erworben werden. Die Preise variieren von Land zu Land und sind in folgende Kategorien (im Niveau absteigend) gegliedert:
- Stufe 1 – Deutschland, Frankreich und Großbritannien, Italien
- Stufe 2 – Norwegen, Schweden, Österreich und Spanien
- Stufe 3 – BeNeLux, Dänemark, Finnland, Irland, Griechenland und Schweiz
- Stufe 4 – Griechenland, Kroatien, Polen, Portugal, Rumänien, Tschechien und Ungarn
- Stufe 5 – Bulgarien, Litauen, Serbien, Slowakei, Slowenien und Türkei sowie die Republik Nordmazedonien

## Preise
Alle Preise werden in Euro angegeben und gelten in allen teilnehmenden Ländern. Die Preise sind in vier Tarifgruppen gegliedert:
- Kinder (4 bis 11 Jahre): kostenlos[6]
- Jugendliche (12 bis 27): ermäßigter Vollpreis[6]
- Erwachsene (28 bis 59): Vollpreis
- Senioren (ab 60): gering ermäßigter Vollpreis

Früher kostete die Interrail-Fahrkarte für Bürger der Länder Bosnien und Herzegowina, Bulgarien, Mazedonien, Polen, Rumänien, Serbien, Slowakei, Tschechien und Ungarn aufgrund des dortigen allgemein niedrigeren Preisniveaus weniger. Mit Erlass eines entsprechenden europäischen Gesetzes sind die Preise seit 1. April 2007 in allen Ländern gleich.
Ein einmonatiger Global Pass kostet 522 Euro für Jugendliche, 696 Euro für Erwachsene und 626 Euro für Senioren (Stand Februar 2024). Die Preise für die einzelnen One Country Passes richten sich nach dem Preisniveau der jeweiligen Länder sowie nach der Größe des zur Verfügung stehenden Schienennetzes.
Für einige Zuggattungen, vor allem für Hochgeschwindigkeitszüge wie TGV, ist ein Aufpreis bzw. eine Reservierung (die aber oft im Aufpreis inbegriffen ist) erforderlich und sollte vor dem Fahrtantritt bezahlt werden. Die diesbezüglichen Bedingungen in den einzelnen Ländern sind unterschiedlich.
Ermäßigungen können mit einem Interrail-Ticket auf bestimmten Fähren oder in bestimmten Bussen in Anspruch genommen werden.
Es gibt unregelmäßige Rabattaktionen, indem es Global- und Ein-Länder-Pässe zwischen 10 % und 25 % günstiger gibt. Die größte Rabattaktion gab es zum Anlass 50 Jahre Interrail im Mai 2022, zu dem 50 % Rabatt auf einige Global-Pässe gewährt wurde.

## Teilnehmende Bahnunternehmen
An dem Interrail-Angebot nehmen die nationalen Bahngesellschaften im Besitz der jeweiligen Länder teil und einige private und lokale Bahngesellschaften. Neben Bahngesellschaften sind auch einige Fähr- und Busunternehmen beteiligt. Auf der Internetseite von Interrail wird eine genaue Liste über die teilnehmenden Unternehmen angeboten. Obwohl die Bahngesellschaften in der Liste aufgeführt werden, können weitere Bedingungen wie Zuschläge oder verpflichtende Reservierungen für bestimmte Zugkategorien erforderlich werden. Die Bedingungen können auf der Webseite von Interrail für die einzelnen Länder recherchiert werden. Ebenso wird eine App mit dem Namen Eurail/Interrail Rail Planner angeboten, über die Verbindungen herausgesucht werden können und direkt angezeigt wird, welche Züge in dem Angebot enthalten sind. Außerdem werden nötige Zuschläge und Reservierungen mit angegeben.
Nicht beteiligt von allen europäischen Ländern sind die Bahngesellschaften von Albanien, Kosovo, Moldau, Russland, Transnistrien, der Ukraine und von Belarus sowie natürlich die Länder ohne Schienen-Personenverkehr (Andorra, Island, Malta, San Marino, Vatikan und Zypern). Bahnstrecken im britischen Nordirland sind im Preis einer Interrail-Karte für die Republik Irland inbegriffen.
| (Bahn-)Kürzel                  | Land                              | (Eisenbahn-)Verkehrsunternehmen |
| ------------------------------ | --------------------------------- | --- |
| Rail Delivery Group / Britrail | Großbritannien                    | Verbund der Eisenbahnverkehrsunternehmen (Großbritannien)                                                                                        |
| Attica                         | Griechische Inseln                | Attica Schifffahrtsgruppe (Superfast Ferries – Blue Star Ferries)                                                                                |
| BDŽ                            | Bulgarien                         | Bulgarische Staatliche Eisenbahnen |
| ČD                             | Tschechien                        | Tschechische Eisenbahnen |
| CFARYM (MŽ)                    | Nordmazedonien                    | Eisenbahnen der Republik Nordmazedonien |
| CFL                            | Luxemburg                         | Luxemburgische Eisenbahnen |
| CFR                            | Rumänien                          | Rumänische Eisenbahnen |
| CP                             | Portugal                          | Portugiesische Eisenbahnen |
| DB                             | Deutschland                       | Deutsche Bahn |
| DSB                            | Dänemark                          | Dänische Staatsbahnen und das private Eisenbahnverkehrsunternehmen Arriva, mit Ausnahme der DSB-Züge „IC Bornholm“ zwischen Kopenhagen und Ystad |
| Elron                          | Estland                           | Staatliche Estnische Eisenbahn-Gesellschaft |
| EST                            | Eurotunnel (F–GB)                 | Eurostar International |
| HŽ                             | Kroatien                          | Kroatische Eisenbahnen |
| IÉ                             | Irland                            | Irisches Beförderungsunternehmen |
| LG                             | Litauen                           | Litauische Eisenbahnen |
| LEO Express                    | Tschechien                        | LEO EXPRESS |
| MÁV-START                      | Ungarn                            | Ungarische Eisenbahnen |
| MZ-T                           | Nordmazedonien                    | Mazedonische Eisenbahnen |
| NS                             | Niederlande                       | Niederländische Eisenbahnen |
| Vy                             | Norwegen                          | (ehemals Norges Statsbaner) |
| ÖBB                            | Österreich                        | Österreichische Bundesbahnen |
| PV                             | Lettland                          | Lettische Staatliche Eisenbahnen |
| PKP                            | Polen                             | Polnische Staatliche Eisenbahnen |
| Renfe                          | Spanien                           | Nationales Netz der spanischen Eisenbahnen |
| RegioJet                       | Tschechien                        | RegioJet a.s. |
| SBB/CFF/FFS                    | Schweiz                           | Schweizerische Bundesbahnen einschließlich zahlreicher privater Eisenbahnverkehrsunternehmen.                                                    |
| SJ                             | Schweden                          | Schwedische Eisenbahnen und die privaten Eisenbahnunternehmen Arlanda Express, Snälltåget, Merresor, Vy Tåg und Inlandsbanan.                    |
| SNCB                           | Belgien                           | Nationale Gesellschaft der belgischen Eisenbahnen                                                                                                |
| SNCF                           | Frankreich                        | Nationale Gesellschaft der französischen Eisenbahnen                                                                                             |
| SV                             | Serbien                           | Serbische Eisenbahnen |
| SŽ                             | Slowenien                         | Slowenische Eisenbahnen |
| TCDD                           | Türkei                            | TCDD Taşımacılık |
| THA                            | Belgien–Deutschland–Frankreich    | Thalys – Hochgeschwindigkeitszüge |
| Trainose                       | Griechenland                      | TrainOSE |
| Trenitalia                     | Italien                           | Trenitalia (Passagiersparte der italienischen Staatsbahn)                                                                                        |
| VR                             | Finnland                          | Finnische Eisenbahnen |
| WB                             | Österreich                        | WESTbahn |
| ŽFBH                           | Bosnien-Herzegowina (Föderation)  | Eisenbahnen der Föderation Bosnien und Herzegowina                                                                                               |
| ŽPCG                           | Montenegro                        | Eisenbahnen von Montenegro |
| ŽRS                            | Bosnien-Herzegowina (Rep. Srpska) | Eisenbahnen der Republika Srpska |
| ZSSK                           | Slowakei                          | Eisenbahnen der Slowakischen Republik |

## Geschichte

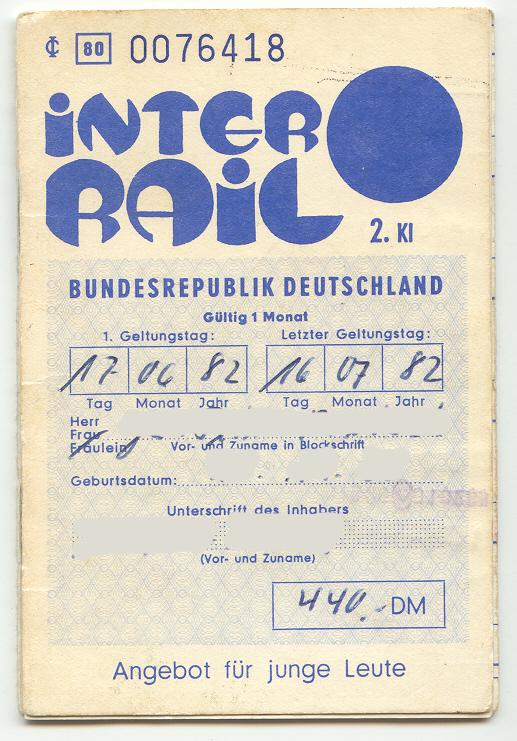
Inter-Rail-Fahrkarte (1982)

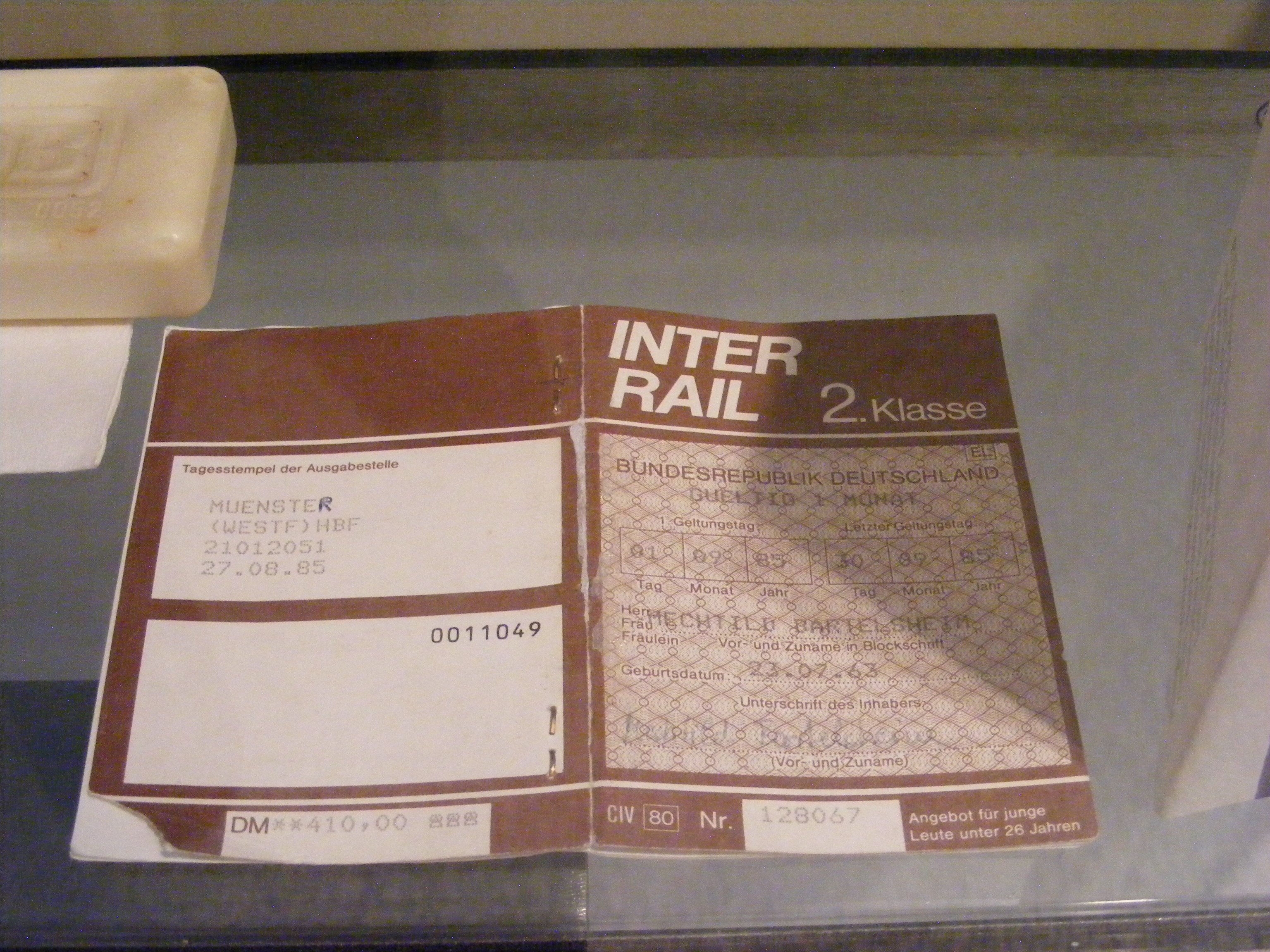
Inter-Rail-Fahrkarte (1985)

Interrail entstand im Kontext einer Zeit, in der die klassischen Familien- und Pauschalreisen, die sich in Europa während der 1950er und 1960er Jahre etabliert hatten, von jungen Menschen der 68er-Bewegung in Frage gestellt wurden und der Hippie trail als alternative Reiseform an Bedeutung gewann.

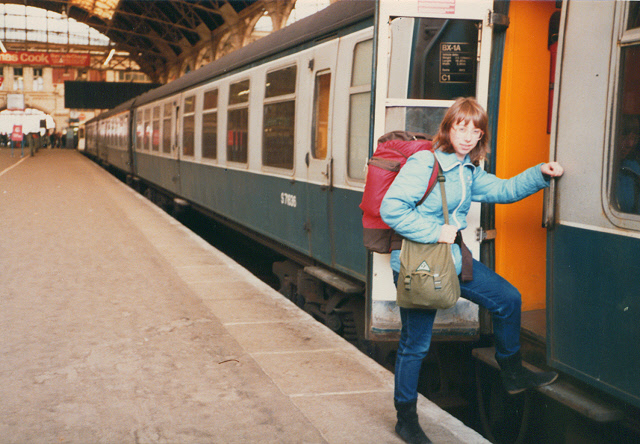
Interrail-Reisende 1985

Die Fahrkarte wurde am 1. März 1972 von mehreren europäischen Eisenbahngesellschaften der Länder Belgien, Bundesrepublik Deutschland, Dänemark, DDR, Finnland, Frankreich, Griechenland, Niederlande, Irland, Italien, Jugoslawien, Luxemburg, Norwegen, Österreich, Polen, Portugal, Schweden, Schweiz, Spanien, Ungarn und Vereinigtes Königreich anlässlich des 50. Geburtstags der UIC eingeführt.
Man wollte im Zuge des aufkommenden Rucksacktourismus jungen Leuten bis 21 Jahre eine preisgünstige Möglichkeit bieten, Europa kennenzulernen. In den ersten Jahren 1972 und 1973 konnte man den Pass in einem Land seiner Wahl kaufen. Dort musste man dann für jede Fahrt 50 % des regulären Fahrpreises bezahlen. Da die Pässe deswegen überwiegend in kleineren Ländern wie z. B. Luxemburg gekauft wurden, wurde diese Regelung später abgeschafft, und man musste den Pass im eigenen Wohnsitzland kaufen. Auch dort musste man dann für jede einzelne Fahrt 50 % des regulären Fahrpreises bezahlen.
Die DDR und Polen verließen Interrail bereits 1973.
1976 wurde die obere Altersgrenze von 21 auf 23 und 1979 auf 26 Jahre angehoben, 1988 wurde das Alterslimit per „26+“-Tarif gänzlich aufgehoben.
1985 wurde das Interrail-Ticket mit dem Angebot „Interrail + Fähre“ aufgewertet. Nun konnte man Fähren bestimmter Gesellschaften mit einer Ermäßigung als weiteres Transportmittel benutzen. Nach dem Zusammenbruch des Ostblocks und dem Fall des Eisernen Vorhangs beteiligten sich ab 1991 weitere mittel- und osteuropäische Staaten an Interrail, sodass die Reise durch 28 Staaten möglich war.
1994 wurden alle teilnehmenden Länder in sieben Zonen eingeteilt:
- A – Irland und das Vereinigte Königreich
- B – Finnland, Norwegen und Schweden
- C – Dänemark, Deutschland, Österreich und die Schweiz
- D – Bulgarien, Jugoslawien, Kroatien, Polen, Rumänien, Slowakei, Tschechien und Ungarn
- E – Belgien, Frankreich, Luxemburg und die Niederlande
- F – Marokko, Portugal und Spanien
- G – Griechenland, Italien, Slowenien und die Türkei, sowie der Schiffsverkehr zwischen Italien und Griechenland (Ancona/Bari – Korfu/Igoumenitsa/Patras)

Das Ticket war erhältlich entweder für 15 Tage für eine Zone oder für einen Monat wahlweise für zwei, drei oder alle Zonen.

Vier Jahre später wurde die Zone D in zwei Zonen aufgeteilt:
- D – Kroatien, Polen, Slowakei, Tschechien und Ungarn
- H – Bulgarien, Jugoslawien, Mazedonien und Rumänien

Nach der politischen Trennung von Serbien und Montenegro und nachdem Bosnien und Herzegowina 2005 Interrail beigetreten war, sahen die Zonen D und H zuletzt wie folgt aus:
- D – Bosnien und Herzegowina, Kroatien, Polen, Slowakei, Tschechien und Ungarn
- H – Bulgarien, Mazedonien, Montenegro, Rumänien und Serbien

Am 1. April 2007 wurde die Einteilung in Zonen aufgelöst, seither gibt es nur noch den Global Pass im Angebot sowie den One Country Pass, welcher das Euro-Domino-Ticket ablöste. Diese Maßnahme wurde mit dem Argument einer geringen Nachfrage erklärt. Faktisch führte dies aber zu einer massiven Verteuerung des Angebots. Die Länder Marokko und Russland sind seit der Neugestaltung nicht mehr am Unternehmen beteiligt.
Jährlich kaufen mehr als 170.000 Reisende den Interrail Global Pass.
Seit dem Jahr 2015 macht sich die zivilgesellschaftliche Initiative #FreeInterrail für kostenfreie Interrail-Tickets für EU-Bürger zum 18. Geburtstag stark. Der Vorschlag wird seit 2016/2017 von einer Mehrheit des EU-Parlamentes und mehreren europäischen Regierungen unterstützt. Ab dem Jahr 2021 will die EU-Kommission mit rund 700 Millionen Euro ein Mobilitätsprojekt in Anlehnung an die Idee unter dem Namen #DiscoverEU finanzieren. In jeder der jährlichen zwei Verlosungen werden 35.000 Interrail-Pässe an 18-Jährige verlost. Um daran teilzunehmen, müssen Fragen rund um das Thema Europa beantwortet werden, die einen Einfluss auf die Gewinnchance haben. Da die Nachfrage höher als die verfügbaren Tickets ist, wird mit der Abfrage bereits im ersten Schritt ausgesiebt.

## Weitere Bahnpässe
Ähnlich dem Interrail-Konzept gibt und gab es in Europa – neben dem Eurail-Ticket für Bewohner nichteuropäischer Staaten – weitere länderspezifische Angebote an Netzkarten.
- Balkan Flexipass (Bulgarien, Griechenland, Mazedonien, Rumänien, Türkei, Serbien, Montenegro)
- BritRail (Großbritannien)
- PolRail (Polen)
- ScanRail (Dänemark, Finnland, Norwegen, Schweden) – seit 2008 nicht mehr verfügbar
- Swiss Travel Pass (Schweiz)

Das damalige Angebot des 1975 gegründeten Reisebüros Jugendtourist der FDJ gilt als Pendant der DDR zum damaligen Interrail-Ticket.

## Film
- Jörg Stolpe: Mit dem Rucksack durch Europa – Mythos Interrail. Westdeutscher Rundfunk, 2013, abgerufen am 11. November 2019.
- ARTE Re: Abenteuer Interrail: Gratis durch Europa. ARTE, 2020, abgerufen am 23. Juni 2022.
- Interrail. Die beste Reise meines Lebens, NDR-Dokumentation, 2022